# Tetranchyroderma symphorochetum
Tetranchyroderma symphorochetum is een buikharige uit de familie Thaumastodermatidae. Het dier komt uit het geslacht Tetranchyroderma. Tetranchyroderma symphorochetum werd in 1998 voor het eerst wetenschappelijk beschreven door Hummon Todaro, Tongiorgi & Balsamo. 